# John Grey (1er baron Grey de Rotherfield)
Pour les articles homonymes, voir John Grey et Grey.
John Grey (29 octobre 1300, Rotherfield, Oxfordshire – septembre 1359), 1er baron Grey de Rotherfield, fut un soldat et un courtisan anglais.

## Biographie
Il est le fils aîné de sir John Grey († 1311) et Margareth, seule enfant de Guillaume de Odingbells. À sa majorité, il hérite son père le patrimoine familial qui se principalement dans l'Oxfordshire et le Yorkshire. En 1321, il commence une carrière militaire, et sert dans des campagnes en Écosse (1322, 1323 et 1327) et en Gascogne (1325).
Il espère épouser Éléonore de Clare, veuve de Hugues le Despenser le Jeune († 1326). Mais c'est aussi l'ambition de William la Zouche, 1er baron Zouche de Mortimer. Un violent conflit les oppose, et les deux hommes sont emprisonnés quelque temps. Finalement, après une enquête diligentée par le pape, l'évêque de Coventry et Lichfield tranche en faveur de Zouche.
Il est à nouveau envoyé combattre en Écosse en 1335. À partir de 1338, il est régulièrement convoqué au Parlement, et est donc considéré comme le 1er lord Grey de Rotherfield. En 1348, il est l'un des fondateurs du Très Noble Ordre de la Jarretière avec le quatorzième brevet. Ses armes, 6 barres d'argent et d'azur font qu'il était confondu avec Jean Grey de Codnor qui portait les mêmes.
En décembre 1349, il est Intendant de la Maison Royale d'Édouard III d'Angleterre, un office qu'il tient pratiquement jusqu'à sa mort.

## Famille et descendance
Peu avant mars 1313, il épouse Catherine FitzAlan, fille et cohéritière de Brian FitzAlan de Bedale (Yorkshire). Elle décède très certainement avant 1329, quand John convoite la main d'Éléonore de Clare. Ils ont deux enfants :
- John, 2e baron Grey de Rotherfield, son héritier et successeur ;
- Maud

Peu avant 1343, il épouse en secondes noces Avice, fille de John, 2e baron Marmion. Ils ont deux fils, John et Robert, qui prennent le nom de leur mère.

## Sources
- Henry Summerson, « Grey, John, first Lord Grey of Rotherfield (1300–1359) », Oxford Dictionary of National Biography, Oxford University Press, septembre 2004; édition en ligne, janvier 2008. DOI 10.1093/ref:odnb/11544.